# Peter Schepull
Peter Schepull (Rapperswil, 7 giugno 1964) è un ex calciatore svizzero, di ruolo difensore.

## Carriera

### Nazionale
Ha collezionato 22 presenze con la propria Nazionale.